# Ernest Walton
Ernest Thomas Sinton Walton (6 de octubre de 1903 - 25 de junio de 1995) fue un físico irlandés, galardonado con el premio Nobel de Física de 1951 junto con John Douglas Cockcroft.
Ganó reconocimiento por su trabajo con John Cockcroft para construir uno de los primeros tipos de acelerador de partículas, el generador Cockcroft-Walton.  En los experimentos realizados en la Universidad de Cambridge a principios de la década de 1930 utilizando el generador, Walton y Cockcroft se convirtieron en el primer equipo en utilizar un haz de partículas para transformar un elemento en otro. Según su mención al Premio Nobel "Así, por primera vez, se produjo una transmutación nuclear por medios totalmente controlados por el hombre".

## Biografía

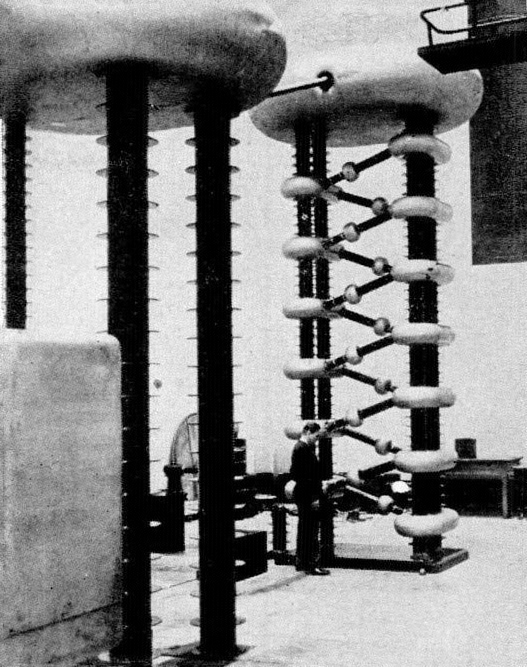
Acelerador del tipo Cockroft-Walton en el Laboratorio Clarendon de la Universidad de Oxford en 1948. Consiste en una pila multiplicadora de tensión de 6 etapas con un gran globo para almacenar la carga en la parte superior. Los segmentos negros de cada columna contienen condensadores para almacenar la carga, mientras que los "travesaños" diagonales contienen rectificadores de tubo de vacío de alta tensión llamados kenotrones, que sólo conducen corriente en una dirección. Entre las columnas inferiores se aplica una tensión alterna de varios cientos de kilovoltios. Las columnas funcionan como una bomba de carga, bombeando carga eléctrica hacia arriba hasta que el terminal superior se encuentra a un potencial de 1,2 millones de voltios. El voltaje se aplica a los extremos opuestos de un tubo acelerador evacuado (no se muestra) que acelera a gran velocidad las partículas subatómicas cargadas que viajan a través de él. Todas las partes metálicas de la máquina deben estar cubiertas por "anillos corona" metálicos curvados y lisos para evitar la descarga corona, que puede provocar fugas de carga en el aire. Cockcroft y Walton lo inventaron en 1932.

Walton nació en Dungarvan, hijo del ministro metodista Rev John Walton (1874-1936) y de Anna Sinton (1874-1906). Se graduó en el Colegio Metodista de Belfast (1922). En 1922, Walton obtuvo una beca para estudiar matemáticas y ciencias en el Trinity College de Dublín, y en 1924 fue elegido becario de la Fundación. En 1926 y 1927 obtuvo la licenciatura y el máster en Trinity, respectivamente. Durante estos años en la universidad, Walton recibió numerosos premios a la excelencia en física y matemáticas (siete premios en total), incluida la beca de la Fundación en 1924. Tras graduarse, la Comisión Real para la Exposición de 1851 le concedió la beca de investigación 1851 y fue aceptado como estudiante investigador en el Trinity College de Cambridge, bajo la supervisión de Sir Ernest Rutherford, Director del Laboratorio Cavendish de la Universidad de Cambridge. En aquel momento, el laboratorio Cavendish contaba con cuatro Premios Nobel en su plantilla, de los que surgirían otros cinco, entre ellos Walton y John Cockcroft. Walton se doctoró en 1931 y permaneció en Cambridge como investigador hasta 1934.
Desde 1927 hasta 1934 se dedicó a la investigación en física nuclear bajo la dirección de lord Rutherford, en Oxford, y colaboró con sir John Cockcroft en la construcción de uno de los primeros desintegradores de átomos. El aparato dividía los núcleos de los átomos de litio bombardeándolos con una corriente de protones acelerados dentro de un tubo de alta tensión (700 kilovoltios). La división de los núcleos de litio producía núcleos de helio. Posteriormente, utilizaron el boro y el carbono como blancos para sus experimentos de "desintegración", e informaron sobre la radiactividad inducida artificialmente. Estos experimentos permitieron verificar las teorías sobre la estructura atómica que habían propuesto anteriormente Rutherford, George Gamow y otros. El éxito del aparato -un tipo de acelerador de partículas ahora llamado generador Cockcroft-Walton- ayudó a inaugurar una era de física nuclear experimental basada en aceleradores de partículas. Esta investigación realizada en Cambridge a principios de la década de 1930 les valió a Walton y Cockcroft el Premio Nobel de Física en 1951.
En 1934 se incorporó al Trinity College de la Universidad de Dublín y desde 1946 hasta 1974 desempeñó la cátedra Erasmus Smith de filosofía natural y experimental.
Fue galardonado en 1938 con la medalla Hughes, concedida por la Royal Society «por su descubrimiento de que los núcleos pueden ser desintegrados por partículas producidas artificialmente que los bombardean».  Compartió la medalla con Cockcroft, con quien también compartió ms tarde, en 1951, el premio Nobel de Física por sus trabajos.
Walton estuvo vinculado al Instituto de Estudios Avanzados de Dublín durante más de 40 años, donde trabajó durante largos periodos en el consejo de la Escuela de Física Cósmica y en el consejo del Instituto.  Tras el fallecimiento en 1952 de John J. Nolan, presidente inaugural de la Escuela de Física Cósmica, Walton asumió el cargo, que desempeñó hasta 1960, cuando le sucedió John H. Poole.

## Últimos años y fallecimiento
Aunque se jubiló del Trinity College de Dublín en 1974, mantuvo su relación con el Departamento de Física de Trinity hasta su última enfermedad. Poco antes de su muerte, dejó constancia de su devoción por el Trinity College al entregarle su medalla Nobel y una mención  Ernest Walton falleció en Belfast el 25 de junio de 1995, a la edad de 91 años. Está enterrado en el cementerio de Deansgrange, Dublín.

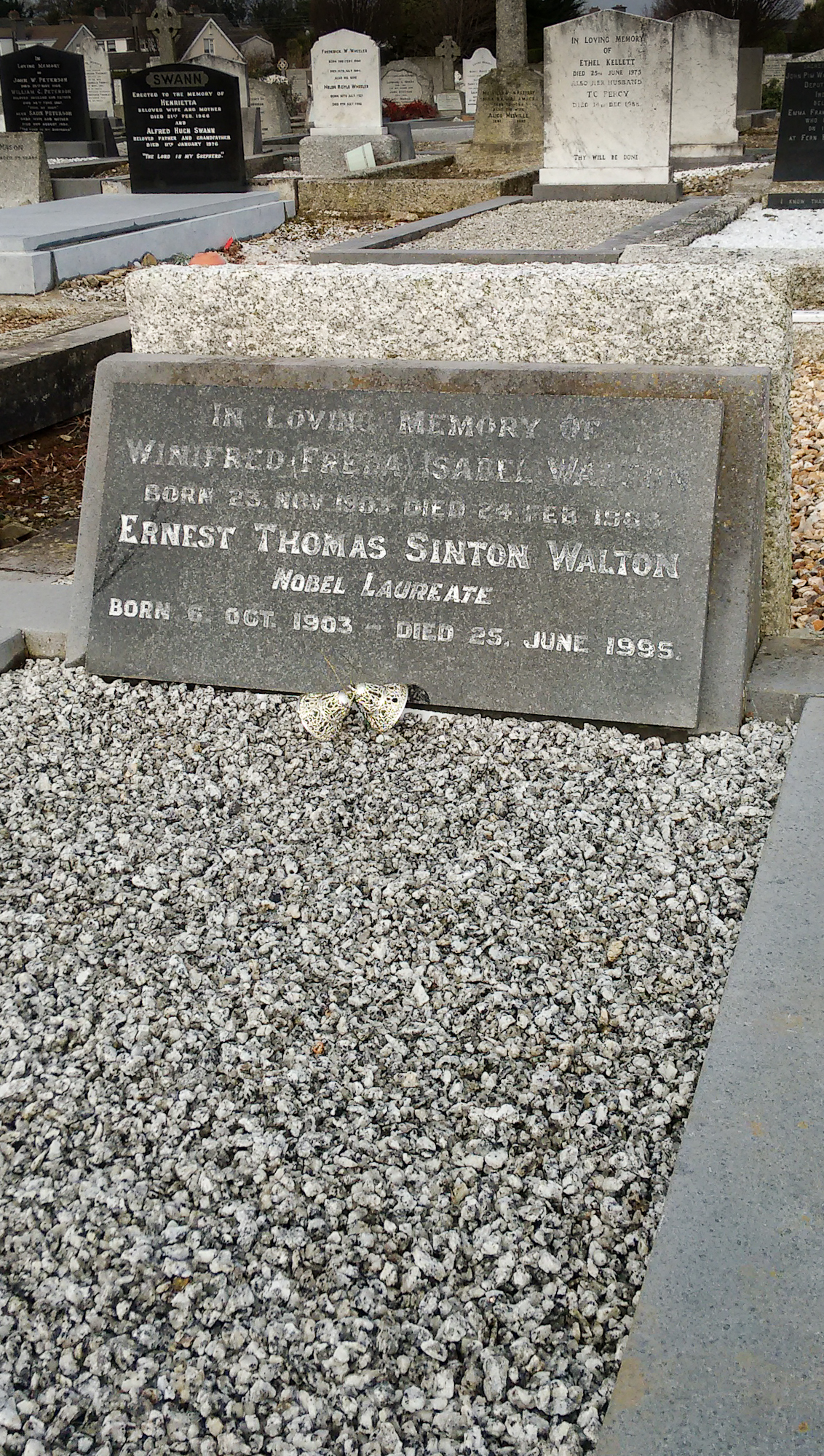
Tumba de Ernest Walton en el cementerio de Deansgrange, al sur del condado de Dublín.

## Vida familiar
Ernest Walton se casó con Winifred Wilson, hija de un ministro metodista, en 1934. Sus cuatro hijos fueron Alan Walton (físico de la Universidad de Cambridge), Marian Woods, Philip Walton (catedrático de Física Aplicada, NUI Galway) y Jean Clarke. Fue miembro de un comité del Wesley College de Dublín.

## Distinciones
Walton y John Cockcroft recibieron el Premio Nobel de Física en 1951 por su "trabajo sobre la transmutación del núcleos atómicos mediante partículas atómicas aceleradas artificialmente" (conocido popularmente como división del átomo). Se les atribuye el mérito de haber sido los primeros en desintegrar el núcleo de litio mediante el bombardeo con protones acelerados (o núcleos de hidrógeno) y haber identificado núcleos de helio en los productos en 1930. En términos más generales, habían construido un aparato que demostró que los núcleos de varios elementos ligeros (como el litio) podían ser divididos por protones de movimiento rápido.
Walton y Cockcroft recibieron la Medalla Hughes de la Royal Society de Londres en 1938. En años muy posteriores -principalmente después de su jubilación en 1974- Walton recibió títulos honoríficos o condecoraciones de numerosas instituciones irlandesas, británicas y norteamericanas.
El "Walton Causeway Park" en la localidad natal de Walton, Dungarvan, fue dedicado en su honor y el propio Walton asistió a la ceremonia en 1989. Después de su muerte, el Waterford Institute of Technology nombró un edificio como el ETS Walton Building  y se colocó una placa en el lugar de su nacimiento.
Otros honores para Walton son el edificio Walton del Methodist College Belfast, el colegio en el que estuvo interno durante cinco años, y una placa conmemorativa frente a la entrada principal del Methodist College. En el Wesley College de Dublín, al que asistió y durante muchos años fue presidente del consejo de administración, se estableció el Premio Walton de Física, y en el Methodist College se concede un premio con el mismo nombre al alumno que obtenga las mejores notas en el nivel A de Física. También hay una beca en Waterford que lleva el nombre de Walton. En 2014, el Trinity College de Dublín creó el Trinity Walton Club, un centro de educación STEM (Science, technology, engineering, and mathematics, CTIM) extracurricular para adolescentes.

## Puntos de vista religiosos
Criado como metodista, Walton ha sido descrito como una persona fuertemente comprometida con la fe cristiana. Dio conferencias sobre la relación entre ciencia y religión en varios países después de ganar el Premio Nobel, y alentó el progreso de la ciencia como una forma de saber más sobre Dios.
Citas de Walton:

"Una forma de conocer la mente del Creador es estudiar su creación. Debemos hacer a Dios el cumplido de estudiar su obra de arte, y esto debería aplicarse a todos los ámbitos del pensamiento humano. Negarse a utilizar honestamente nuestra inteligencia es un acto de desprecio hacia Aquel que nos dio esa inteligencia".
    - V. J. McBrierty (2003): Ernest Thomas Sinton Walton, The Irish Scientist, 1903-1995, Trinity College Dublin Press).

Walton se interesó por temas sobre el gobierno y la Iglesia, y, tras su muerte, la organización Christians in Science Ireland creó las Walton Lectures on Science and Religion (una iniciativa similar a las Boyle Lectures). David Wilkinson, Denis Alexander y otros han impartido conferencias Walton en universidades de toda Irlanda.
Junto con Lochlainn O'Raifeartaigh y Michael Fry, Walton ayudó a fundar el grupo Pugwash, que se opone a la carrera de armamento nuclear.

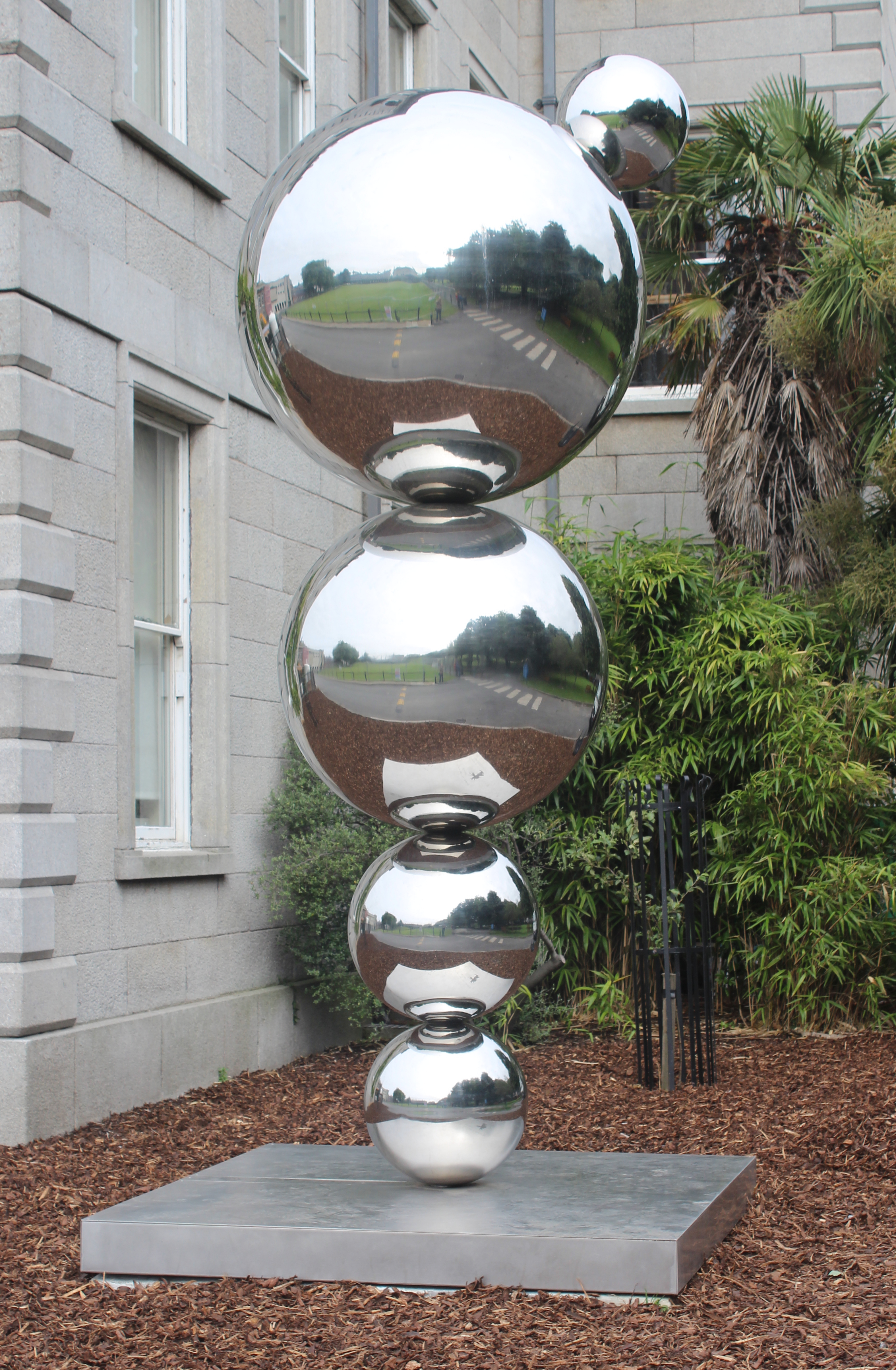
Escultura "Apples and Atoms" (Manzanas y átomos) de (2013), un homenaje a Ernest Walton, obra de Eilís O'Connell, sita en el Trinity College de Dublín. La escultura es una representación de la transmutación de un átomo de litio y un átomo de hidrógeno en dos átomos de helio.